# You Are Not My Mother
You Are Not My Mother (bra: Você Não É Minha Mãe) é um filme de drama e terror psicológico irlandês dirigido por Kate Dolan e estrelado por Hazel Doupe e Carolyn Bracken. O filme teve sua estreia mundial no Festival Internacional de Cinema de Toronto em setembro de 2021.

## Sinopse
Uma semana antes do Halloween a mãe de Char, Angela, inexplicavelmente desaparece. Tudo o que resta é seu carro abandonado. Quando ela volta para casa sem explicação na noite seguinte, fica claro para Char e sua avó, Rita, que algo está errado. Ela pode parecer e soar a mesma, mas o comportamento de Angela se tornou cada vez mais assustador, como se ela tivesse sido substituída por uma força malévola. Na noite do Halloween, Char percebe que ela é a única que pode salvá-la, mesmo que isso signifique potencialmente perdê-la para sempre.

## Elenco
- Hazel Doupe ... Char
- Paul Reid ... Aaron
- Carolyn Bracken ... Angela
- Jade Jordan ... Sr. Devlin
- Jordanne Jones ... Suzanne
- Ingrid Craigie ... Rita
- Aoife Spratt ... Oficial Jenny
- Martin O'Sullivan ... Frank
- Katie White ... Kelly
- Colin Peppard ... Jamie
- Florence Adebambo ... Amanda
- Madi O'Carroll ... Guia turístico

## Recepção
Em sua crítica sobre o filme, Alexandra Heller-Nicholas da AWFJ, disse que "o que torna You Are Not My Mother tão atraente é como ela procura desfamiliarizar nossas expectativas morais e ideológicas em torno das mulheres e o conceito mais amplo de força, desafiando-nos a pensar de maneiras mais complexas sobre gênero e poder".
No Rotten Tomatoes, ele detém um índice de 86% de aprovação, com base em 22 críticas, com uma nota média de 7,50/10.